# 메갈리브윌리아

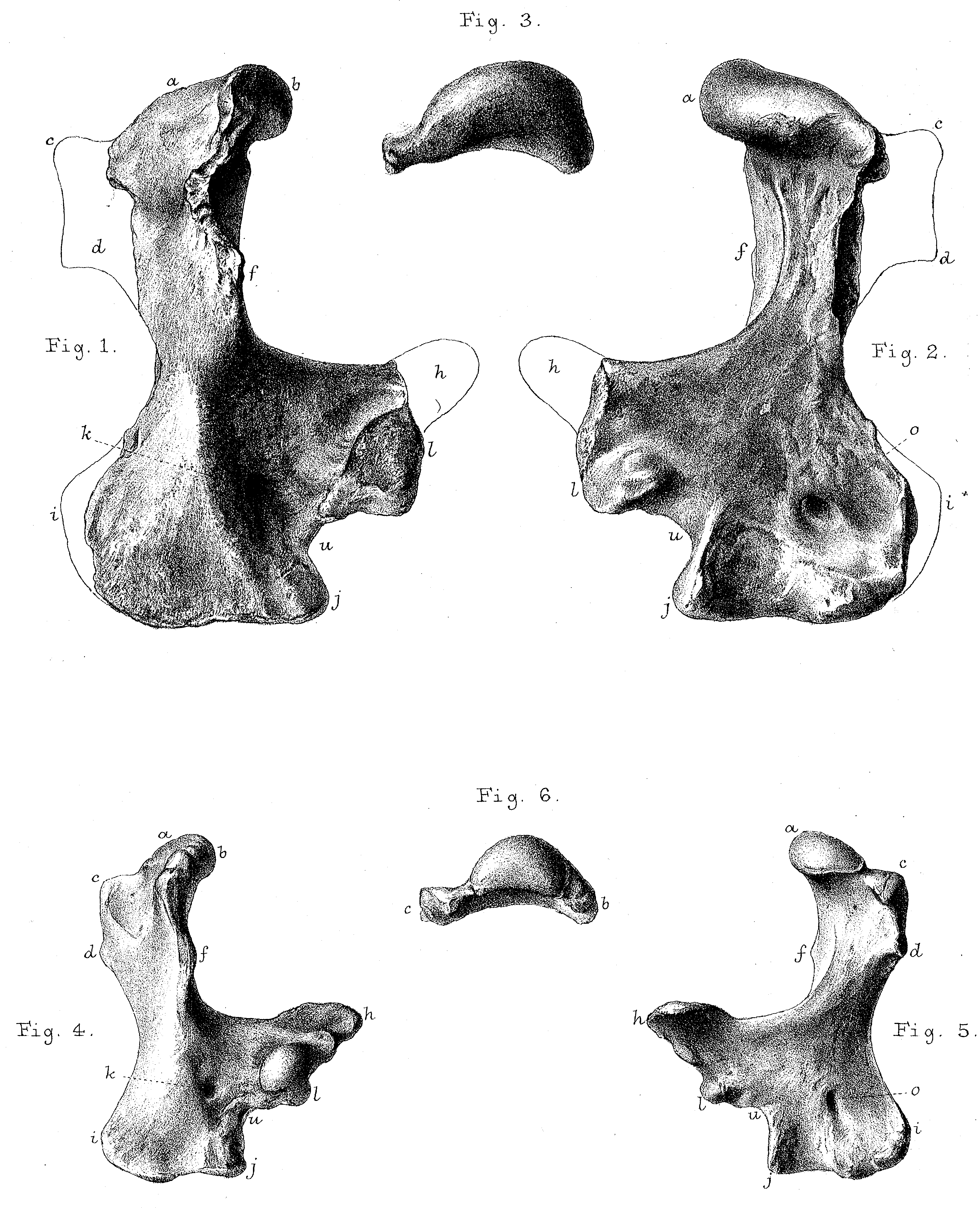

메갈리브윌리아(Megalibgwilia)는 포유류 단공목 가시두더지과에 속하는 멸종된 포유류이다. 신생대 마이오세와 플라이스토세에 생존하였으며, 기원전 5만년 경에 멸종하였다. 1884년 리처드 오웬에 의해 람사이 종의 깨진 왼쪽 어깨뼈가 발견되면서 알려졌다. 거대한 바늘두더지라고 불리지만 메갈리브윌리아 람사이(M. ramsayi)는 현생 바늘두더지와 비슷한 크기였고 팔이 더 길었던 것으로 추정되며, 작은 곤충을 섭취했을 것으로 추정된다. 람사이 종은 오스트레일리아 전 지역과 태즈매니아 전 지역에 걸쳐서 화석이 발견된다.
메갈리브윌리아 로부스투스 종은 1896년에 오스트레일리아의 학자 윌리엄 서덜랜드 던(William Sutherland Dun)에 의해 처음 발견되었으며, 메갈리브윌리아 중 유일하게 중생대에 생존했던 종이다. 로부스투스 종은 오스트레일리아 뉴사우스웨일스 일대에서만 발견된다.